# Khalid al-Qasri
Khālid ibn ʿAbd Allāh ibn Asad al-Qasrī (in arabo خالد بن عبدالله القسري‎?; Damasco, ... – 743) è stato un politico arabo e Wali di Mecca e di Kufa, nonché un esponente di spicco kalbita.
Khālid b. ʿAbd Allāh al-Qasrī fu uno dei più abili governatori al servizio della dinastia omayyade di Siria, iscritto nella migliore tradizione che aveva già garantito amministratori capaci come Ziyād b. Abīhi a Muʿāwiya b. Abī Sufyān e al-Ḥajjāj b. Yūsuf ad ʿAbd al-Malik ibn Marwān.
Resse con abilità il Governatorato di Mecca e poi, tra il 724 e il 738, quello di Kufa (da cui dipendeva allora la Persia già conquistata e quella in cui seguitavano ad agire gli eserciti siriani per la definitiva sottomissione di quel grande, popoloso e ricchissimo paese). 

Fu quindi una fondamentale pedina della politica del Califfo Hishām b. ʿAbd al-Malik, che dovette affrontare uno sfiancante impegno militare sia in Maghreb contro l'elemento indigeno berbero, sia nell'area caspica contro i Cazari, sia nell'Oriente islamico, contro l'elemento persiano, tutt'altro che arrendevole nei confronti della politica assimilatrice degli Omayyadi, senza trascurare le insurrezioni d'impronta religiosa, suscitate dallo stesso elemento arabo filo-alide e dai soliti kharigiti.

Assicurò tutto il suo sostegno politico alle tribù yemenite nel loro conflitto contro i Qaysiti che avevano dominato l'amministrazione dell'Iraq  e dell'Oriente islamico sotto il suo predecessore (e che seguitarono a farlo anche sotto il suo successore), mostrando un'apprezzabile tolleranza nei confronti dei cristiani e persino degli atei (zindiq). A seguito del suo allontanamento fu imprigionato per due volte e torturato dal suo successore, morendo per le ferite riportate nel 743.

## Gioventù
Nato a Damasco, Khālid faceva parte del clan dei B. Qasr, frazione dei Banu Bajila, di cui il bisnonno Asad ibn Kurz al-Qasrī si dice fosse stato il Sayyid all'epoca di Maometto e probabilmente un suo Compagno. Altre tradizioni, più ostili tuttavia a Khālid, affermano che Asad era uno schiavo fuggitivo ebreo. Il nonno di Khālid, Yazid ibn Asad al-Qasri, fu uno dei primi e più importanti sostenitori degli Umayyadi nella fitna che contrappose il Califfo ʿAlī b. Abī Ṭālib al governatore ribelle di Siria, Muʿāwiya b. Abī Sufyān, mentre il padre di Khālid, ʿAbd Allāh b. Yazīd al-Qasrī sostenne ʿAbd Allāh b. al-Zubayr nella Seconda Fitna, ma finì con l'essere perdonato dal vincitore ʿAbd al-Malik b. Marwān. La madre di Khālid era una cristiana.
Khālid forse servì dapprima come Governatore di Rayy nel 702, ma il suo primo sicuro incarico fu quello di Governatore di Mecca. Le date della sua nomina non sono certe, visto che Ṭabarī cita due volte l'incarico come avvenuto nel 707/8 ma poi anche ne 709/10, sotto al-Walid I (reg. 705–715), mentre altre tradizioni ricordano tale nomina come avvenuta sotto ʿAbd al-Malik b. Marwān nel 705. Del pari, sebbene si sostenga che il suo mandato finisse con l'accesso al potere di Sulaymān nel 715, lo storico al-Azraqi riporta alcune tradizioni secondo le quali egli avrebbe continuato a governare Mecca per tutto il breve califfato di Sulaymān. La sua amministrazione di Mecca viene ricordata per azioni quali la decorazione della Kaʿba con ornamenti d'oro e con l'adozione di provvedimenti finalizzati a regolamentare il culto locale, quali la divisione di genere durante il tawaf. Khālid fece costruire anche una fontana, per volere del Califfo, per ovviare alle necessità dei pellegrini, e vantava la superiorità (spirituale) dell'acqua amarognola del pozzo sacro di Zemzem, e si dice che proclamasse, quale segno della sua lealtà nei confronti della dinastia omayyade, che sarebbe stato disposto, se il Califfo glielo avesse ordinato, a smantellare la Kaʿba e a trasportarla a Gerusalemme.

## Governatorato dell'Iraq
Dopo aver lasciato Mecca, Khālid viene ricordato come uno dei due inviati che il Califfo Yazid II (reg. 720–724) aveva mandato all'ultimo Governatore d'Iraq, Yazid ibn al-Muhallab, nella speranza di prevenire una sua ribellione. Nel 724, alla salita al trono di Hisham ibn 'Abd al-Malik (reg. 724–743), Khālid fu nominato Governatore d'Iraq in sostituzione di ʿUmar b. Hubayra. La sua autorità si estendeva sull'intero Oriente califfale, ivi compreso il Khurāsān, che costituiva una sub-provincia dell'Iraq, in quanto territorio non ancora pacificato interamente. Quando anche il Khurāsān rientrò nella sua giurisdizione, egli designò suo fratello Asad, a governarlo alle sue dipendenze (725–727 e 734–738).
Dal momento che il suo gruppo d'origine, i B. Bajīla, erano relativamente deboli e non schierati nella pervasiva ed esasperante lotta tra Qays e Yaman, la nomina di Khālid in Iraq potrebbe essere stata dettata dall'intento califfale di riportare la calma tra i due gruppi, che in quella regione erano perennemente in un dissenso esacerbato dalla brutale repressione della rivolta del movimento muhallabita da parte dell'esercito a forte prevalenza qaysita e dalla conseguente prepotente impronta qaysita del regime di Ibn Hubayra. Ciò era però qualcosa che agiva sotto traccia e i qaysiti provavano rancore verso Khālid per la sostituzione del loro più potente campione, Ibn Hubayra, mentre gli Yaman stessi (ai quali apparteneva egli stesso) non lo sostenevano più di tanto, malgrado avesse notevolmente rafforzato la sua amministrazione con elementi yemeniti. Fu solo la sua sostituzione nel 738 con un nuovo Governatore qaysita, Yūsuf b. ʿUmar al-Thaqafī, a confermare Khālid come un Governatore "yemenita" nelle tradizioni più tarde.
Non si conoscono a sufficienza i dettagli della sua protratta gestione del potere in Iraq. Salvo la repressione di un movimento di rivolta kharigita condotto da Bahlūl ibn Bishr al-Shaybānī nel settentrione e un movimento estremista sciita di al-Mughīra ibn Saʿīd a Kufa e di Wazīr al-Sikhtiyānī ad al-Hira nel 737, il suo governatorato sembra essere stato sostanzialmente pacifico. È ritenuto responsabile però dell'esecuzione di Jaʿd ibn Dirham, "una figura abbastanza oscura associato con una varietà di dottrine religiose" (Hawting). Durante il periodo della sua amministrazione, Khālid intraprese vasti progetti d'irrigazione e di valorizzazione agraria, grazie ai quali riuscì ad ammassare un'ingente fortuna personale. Il suo governatorato fu anche contrassegnato dal conio di monete di elevata qualità, aumentando, su disposizioni di Hishām, il tenore dell'argento del dirham, da sei a sette dāniq. Dopo essere allontanato dalla sua carica, il cambio tornò ad essere quello precedente. 
Khālid è anche accusato da alcune tradizioni posteriori di essere stato equivoco, e persino ostile, all'Islam. È faziosamente presentato come scettico o addirittura ateo (zindiq) e disposto favorevolmente nei confronti dei gruppi non-musulmani, specialmente dei cristiani: fu infatti talora derisoriamente chiamato Ibn nasrāniyya ("figlio della cristiana") a causa della religione materna, e si dice che egli avesse addirittura sostenuto la superiorità del Cristianesimo rispetto all'Islam, schernendo i ḥuffāẓ: cosa decisamente poco credibile, come l'aver costruito una chiesa per la madre nelle vicinanze della "sacra" moschea di Kufa.

## Allontanamento e morte
I motivi per l'allontanamento di Khālid nel 738 sono oscuri. Alcune fonti suggeriscono grossolanamente che Hishām sarebbe diventato invidioso delle ricchezze del suo sottoposto, ma il reale motivo sembra essere stata la pressione effettuata dall'elemento qaysita perché fosse rimosso dalla sua funzione. Khālid di certo rimase sorpreso dall'arrivo del suo successore designato, Yūsuf ibn ʿUmar al-Thaqafī. Yūsuf immediatamente mise in carcere Khālid e i suoi figli, torturò il suo predecessore per spogliarlo delle sue ricchezze (una pratica assai comune contro i governatori del tempo. Dopo diciotto mesi, Khālid fu messo in libertà e si recò nella capitale personale del Califfo, Rusafa, e quindi si recò nella natia Damasco. Tuttavia, dopo la morte di Hishām ai primi del 743, il suo erede e successore al-Walid II (reg. 743–744) vendette Khālid a Yūsuf ibn ʿUmar per 50 milioni di dirham. Yūsuf torturò ancora Khālid, finché questi morì per le sevizie, un atto che in seguitò seguiterà a esacerbare i rapporti tra qaysiti e kalbiti e che condurrà alla rovina al-Walid II.
Dei figli di Khālid, Yazīd divenne un partigiano di Yazid III durante la Terza Fitna e fu giustiziato da Marwan II (reg. 744–750), mentre Muḥammad si unì agli Abbasidi e servì come Governatore di Mecca e Medina.